# 言語表達障礙
言语表达障碍是一种语言交流障碍，表现为口头及书面表达困难。这是一种特殊的言语损伤，其特点为患者的口语表达能力明显低于其心智年龄该有的正常水平，然而却有正常的语言理解力。患者可能在词汇、复杂句的表达以及单词记忆方面存在障碍，然而不一定存在发音异常。
除言语表达之外，通常一些患者还会出现记忆障碍。此种记忆障碍只会影响言语表达，与文字或语言无关的记忆则不会受到影响。
言语表达障碍在许多方面影响患者的工作和学习。通常患者需要接受特殊的语言疗法，一般症状不会自动消失。
一定要注意区分言语表达障碍和其它交流障碍，感知运动障碍，智能障碍以及环境剥夺（见DSM-IV-TR的标准D）。这些疾病都会在一定可预测的程度上影响患者的口语和书写能力，其表现有一定程度的差别。